# Орешек (плод)

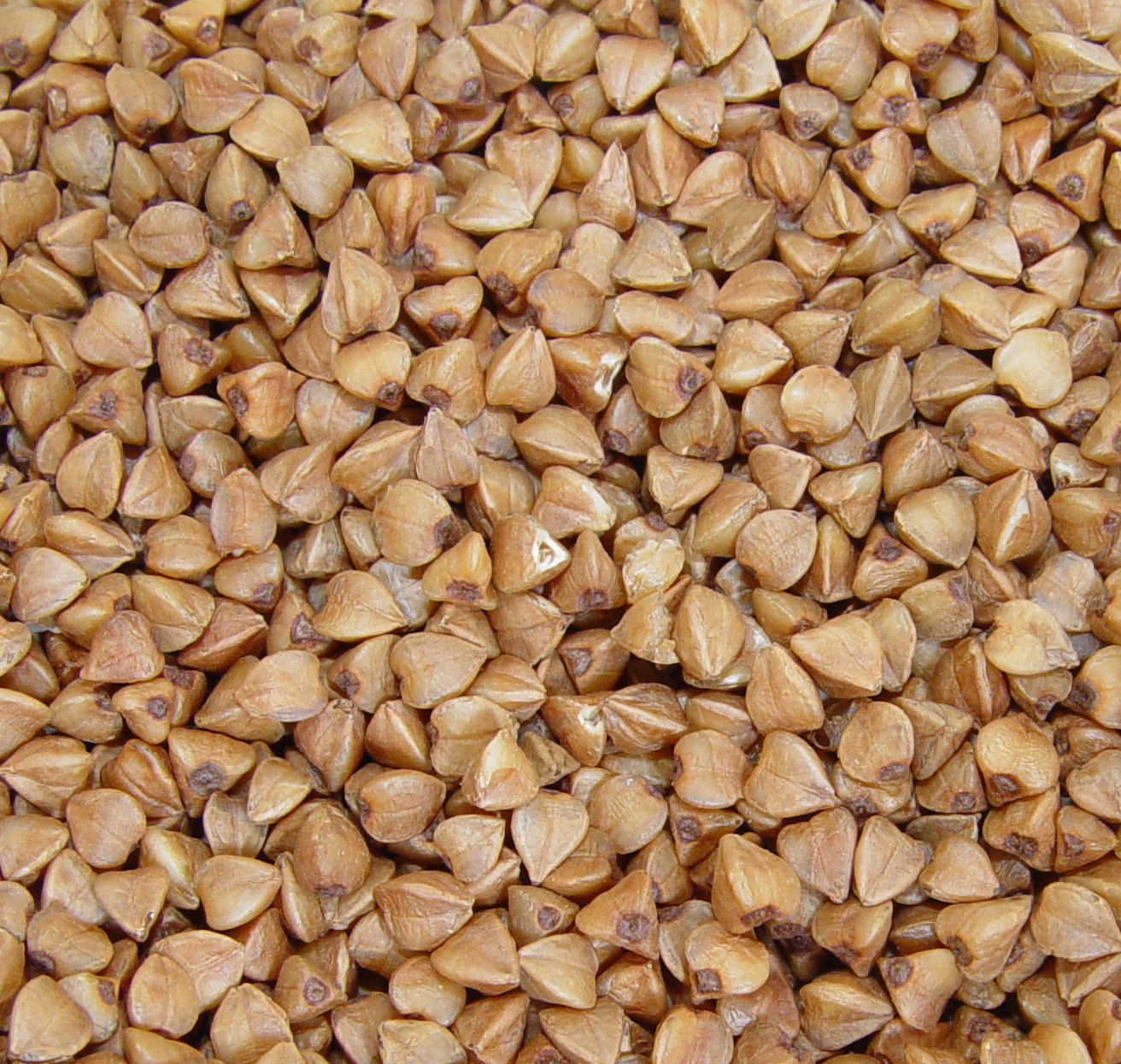
Орешки Гречиха обыкновенная|гречихи обыкновенной (Fagopyrum esculentum) Moench

Оре́шек (в ботанике, лат. nucula) — невскрывающийся односемянный мелкий плод растений с деревянистым околоплодником. В узком смысле относится только к плодикам апокарпных плодов, например, у лютика. Нередко снабжены перистыми, крыловидными или цепкими придатками, способствующими их распространению.
Примеры растений, плоды которых часто считают орешками:
- гречиха,
- клубника,
- конопля,
- щавель,
- острица,
- шиповник.

Вопреки тому, что плоды грецкого ореха также называют орешками, с ботанической точки зрения они считаются не орехами, а костянками.

## Многоорешек
Сложный плод, состоящий из орешков, называется многоорешек. Многоорешками являются ложные ягоды земляники и других растений — образования, аналогичные ягодам по структуре, но в развитии которых принимает участие не только завязь, но и другие части цветка (например, цветоложе).
Плод шиповника (многоорешек, орешки которого находятся в разросшемся гипантии, вогнутом при созревании) имеет специальное название — цинародий.